# Estádio Van Donge & De Roo
Stadion Woudestein é um estádio de futebol localizado em Honingerdijk 110, Róterdam, Países Baixos, foi inaugurado no ano de 1902 com remodelações nos anos 1939, 1997 e 2000, tem uma capacidade para albergar a 3531 adeptos sendo com isto um dos estádios mais pequenos da Eredivisie, é casa também do Excelsior Rotterdam.